# Heracles Almelo 2014-2015
Questa voce raccoglie le informazioni riguardanti il Heracles Almelo nelle competizioni ufficiali della stagione 2014-2015.

## Stagione
Nella stagione 2014-2015 l'Heracles Almelo ha disputato l'Eredivisie, massima serie del campionato olandese di calcio, terminando la stagione al quattordicesimo posto con 37 punti conquistati in 34 giornate, frutto di 11 vittorie, 4 pareggi e 19 sconfitte. Nella KNVB beker l'Heracles Almelo è sceso in campo dal secondo turno, raggiungendo gli ottavi di finale dove è stato eliminato dal Cambuur.

## Rosa
| N. |                        | Ruolo | Calciatore         |
| -- | ---------------------- | ----- | ------------------ |
| 1  | Paesi Bassi (bandiera) | P     | Dennis Telgenkamp  |
| 2  | Paesi Bassi (bandiera) | D     | Milano Koenders    |
| 3  | Paesi Bassi (bandiera) | D     | Bart Schenkeveld   |
| 4  | Paesi Bassi (bandiera) | D     | Jeroen Veldmate    |
| 5  | Paesi Bassi (bandiera) | D     | Fahd Aktaou        |
| 6  | Paesi Bassi (bandiera) | C     | Bas Sibum          |
| 7  | Paesi Bassi (bandiera) | A     | Brahim Darri       |
| 8  | Paesi Bassi (bandiera) | C     | Iliass Bel Hassani |
| 9  | Svezia (bandiera)      | A     | Denni Avdić        |
| 10 | Paesi Bassi (bandiera) | C     | Thomas Bruns       |
| 11 | Paesi Bassi (bandiera) | C     | Bryan Linssen      |
| 13 | Germania (bandiera)    | D     | Dragan Paljić      |
| 14 | Paesi Bassi (bandiera) | C     | Joey Pelupessy     |
| 15 | Rep. Ceca (bandiera)   | A     | Jaroslav Navrátil  |
| 16 | Belgio (bandiera)      | P     | Bram Castro        |
| 17 | Croazia (bandiera)     | C     | Dario Vujičević    |
| 18 | Paesi Bassi (bandiera) | D     | Ramon Zomer        |

| N. |                        | Ruolo | Calciatore                |
| -- | ---------------------- | ----- | ------------------------- |
| 19 | Paesi Bassi (bandiera) | A     | Wout Weghorst             |
| 20 | Paesi Bassi (bandiera) | A     | Edwin Gyasi               |
| 20 | Paesi Bassi (bandiera) | D     | Tim Breukers              |
| 21 | Germania (bandiera)    | C     | Simon Cziommer            |
| 22 | Marocco (bandiera)     | A     | Oussama Tannane           |
| 23 | Paesi Bassi (bandiera) | C     | Mark-Jan Fledderus (cap.) |
| 24 | Paesi Bassi (bandiera) | C     | Menno Heerkes             |
| 25 | Paesi Bassi (bandiera) | P     | Renze Fij                 |
| 26 | Paesi Bassi (bandiera) | P     | Michael Brouwer           |
| 27 | Finlandia (bandiera)   | D     | Joonas Vanhanen           |
| 28 | Stati Uniti (bandiera) | D     | Travis Brent              |
| 29 | Paesi Bassi (bandiera) | D     | Coen Gortemaker           |
| 30 | Paesi Bassi (bandiera) | D     | Mark Engberink            |
| 31 | Paesi Bassi (bandiera) | C     | Daan Rienstra             |
| 32 | Paesi Bassi (bandiera) | D     | Mike te Wierik            |
| 35 | Paesi Bassi (bandiera) | C     | Rick Hemmink              |

## Risultati

### Eredivisie

#### Girone di andata
| 9 agosto 2014, ore 20:45 1ª giornata | Heracles Almelo | 0 – 3 | AZ Alkmaar |  |

| 17 agosto 2014, ore 16:45 2ª giornata | Groningen | 3 – 1 | Heracles Almelo |  |

| 22 agosto 2014, ore 20:00 3ª giornata | Heracles Almelo | 0 – 1 | Cambuur |  |

| 30 agosto 2014, ore 19:45 4ª giornata | Excelsior | 3 – 1 | Heracles Almelo |  |

| 13 settembre 2014, ore 18:30 5ª giornata | Ajax | 2 – 1 | Heracles Almelo |  |

| 21 settembre 2014, ore 12:30 6ª giornata | Heracles Almelo | 1 – 4 | Twente |  |

| 27 settembre 2014, ore 19:45 7ª giornata | PEC Zwolle | 4 – 2 | Heracles Almelo |  |

| 4 ottobre 2014, ore 18:30 8ª giornata | Heracles Almelo | 6 – 1 | NAC Breda |  |

| 18 ottobre 2014, ore 19:45 9ª giornata | Feyenoord | 2 – 1 | Heracles Almelo |  |

| 25 ottobre 2014, ore 19:45 10ª giornata | Heracles Almelo | 1 – 3 | Willem II |  |

| 2 novembre 2014, ore 14:30 11ª giornata | Go Ahead Eagles | 1 – 3 | Heracles Almelo |  |

| 9 novembre 2014, ore 16:45 12ª giornata | Heracles Almelo | 1 – 2 | PSV |  |

| 23 novembre 2014, ore 14:30 13ª giornata | Heracles Almelo | 3 – 1 | ADO Den Haag |  |

| 29 novembre 2014, ore 18:30 14ª giornata | Heerenveen | 0 – 1 | Heracles Almelo |  |

| 7 dicembre 2014, ore 14:30 15ª giornata | Utrecht | 2 – 4 | Heracles Almelo |  |

| 12 dicembre 2014, ore 20:00 16ª giornata | Heracles Almelo | 1 – 1 | Dordrecht |  |

| 21 dicembre 2014, ore 12:30 17ª giornata | Vitesse | 3 – 0 | Heracles Almelo |  |

#### Girone di ritorno
| 18 gennaio 2015, ore 16:45 18ª giornata | Heracles Almelo | 0 – 3 | Excelsior |  |

| 23 gennaio 2015, ore 20:00 19ª giornata | Twente | 2 – 0 | Heracles Almelo |  |

| 1 febbraio 2015, ore 16:45 20ª giornata | AZ Alkmaar | 3 – 1 | Heracles Almelo |  |

| 5 febbraio 2015, ore 18:30 21ª giornata | Heracles Almelo | 2 – 2 | Groningen |  |

| 8 febbraio 2015, ore 14:30 22ª giornata | Willem II | 3 – 0 | Heracles Almelo |  |

| 14 febbraio 2015, ore 18:30 23ª giornata | Heracles Almelo | 2 – 0 | Feyenoord |  |

| 21 febbraio 2015, ore 20:45 24ª giornata | Heracles Almelo | 1 – 1 | Utrecht |  |

| 28 febbraio 2015, ore 20:45 25ª giornata | Cambuur | 1 – 0 | Heracles Almelo |  |

| 7 marzo 2015, ore 19:45 26ª giornata | Heracles Almelo | 1 – 1 | Vitesse |  |

| 15 marzo 2015, ore 12:30 27ª giornata | ADO Den Haag | 1 – 3 | Heracles Almelo |  |

| 21 marzo 2015, ore 19:45 28ª giornata | Heracles Almelo | 1 – 4 | Heerenveen |  |

| 4 aprile 2015, ore 20:45 29ª giornata | Dordrecht | 2 – 3 | Heracles Almelo |  |

| 11 aprile 2015, ore 20:45 30ª giornata | Heracles Almelo | 0 – 2 | Ajax |  |

| 19 aprile 2015, ore 14:30 31ª giornata | Heracles Almelo | 2 – 0 | PEC Zwolle |  |

| 25 aprile 2015, ore 19:45 32ª giornata | NAC Breda | 1 – 3 | Heracles Almelo |  |

| 10 maggio 2015, ore 14:30 33ª giornata | PSV | 2 – 0 | Heracles Almelo |  |

| 17 maggio 2015, ore 14:30 34ª giornata | Heracles Almelo | 1 – 0 | Go Ahead Eagles |  |

## Statistiche

### Statistiche di squadra
| Competizione | Punti | In casa | In casa | In casa | In casa | In casa | In casa | In trasferta | In trasferta | In trasferta | In trasferta | In trasferta | In trasferta | Totale | Totale | Totale | Totale | Totale | Totale | DR  |
| Competizione | Punti | G       | V       | N       | P       | Gf      | Gs      | G            | V            | N            | P            | Gf           | Gs           | G      | V      | N      | P      | Gf     | Gs     | DR  |
| ------------ | ----- | ------- | ------- | ------- | ------- | ------- | ------- | ------------ | ------------ | ------------ | ------------ | ------------ | ------------ | ------ | ------ | ------ | ------ | ------ | ------ | --- |
| Eredivisie   | 37    | 17      | 5       | 4       | 8       | 26      | 37      | 17           | 6            | 0            | 11           | 24           | 35           | 34     | 11     | 4      | 19     | 47     | 64     | -17 |
| KNVB beker   | -     | 2       | 1       | 0       | 1       | 6       | 5       | 1            | 1            | 0            | 0            | 2            | 1            | 3      | 2      | 0      | 1      | 8      | 6      | +2  |
| Totale       | -     | 19      | 6       | 4       | 9       | 32      | 42      | 18           | 7            | 0            | 11           | 26           | 36           | 37     | 13     | 4      | 20     | 55     | 70     | -15 |